# Gabriela Medrano Viteri
Gabriela Medrano Viteri (Quito, 1982) es una arquitecta ecuatoriana-chilena. Es una de las autoras del Teatro Regional de Biobío junto a Smiljan Radic y Eduardo Castillo.

## Biografía
Nacida en Quito, Medrano estudió arquitectura en la Universidad Andrés Bello en Chile. Al egresar en 2008, comenzó a trabajar junto al arquitecto Smiljan Radic. En 2011, asociada a Radic y Eduardo Castillo, ganó el concurso de diseño del Teatro Regional Biobío en Concepción, el cual fue inaugurado el 2018.
En 2014, asociada a Radic y Ricardo Serpell, ganó el concurso de diseño de la Torre de Telecomunicaciones en el cerro San Cristóbal de Santiago, un proyecto que finalmente no se materializó.
Desde 2018, realiza intervenciones ciudadanas, proyectos visuales y sonoros instalados temporalmente en el espacio público. Ese mismo año, fue nominada al «Beazley Designs of The Year» del Museo del Diseño de Londres por su diseño del Teatro Regional del Bíobio.
En 2022, fue nombrada la primera directora cultural del Persa Víctor Manuel en Santiago, cargo que ejerció hasta 2024. Ese mismo año, junto a Radic, recibió el Gran Premio de la Bienal Panamericana de Arquitectura de Quito.
Desde 2013 ha sido docente en la Pontificia Universidad Católica de Chile, la Universidad de Chile y la Universidad de Talca.